# Куженерский район
Кужене́рский район (мар. Кужэҥер кундем) — административно-территориальная единица и муниципальное образование (муниципальный район) в составе республики Марий Эл Российской Федерации.
Административный центр — посёлок городского типа Куженер.

## География
Куженерский райо́н республики Марий Эл расположен в центральной части республики и граничит с северо-востока с Сернурским, с востока с — Параньгинским, с юга — с Моркинским, с запада — с Советским и с севера — с Новоторъяльским районами Марий Эл.
Площадь района 852 км² (или 85 283 га).

## История
Куженерский район был образован 25 января 1935 года постановлением Президиума ВЦИК. До образования Марийской автономной области территория района была в составе Кораксолинской, Ирмучашской, Конганурской и Сернурской волостях Уржумского уезда Вятской губернии.
11 марта 1959 года Указом Президиума Верховного Совета РСФСР Куженерский район был ликвидирован, одна часть территории была включена в состав Сернурского района, вторая — в состав Моркинского районов.
В соответствии с Указом Президиума Верховного Совета РСФСР от 12 января 1965 года Куженерский район был восстановлен в прежних границах.

## Население
| 2002    | 2005    | 2009    | 2010    | 2011    | 2012    | 2013    | 2014    | 2015    |
| ------- | ------- | ------- | ------- | ------- | ------- | ------- | ------- | ------- |
| 16 210  | ↘16 200 | ↘16 151 | ↘14 556 | ↘14 518 | ↘14 073 | ↘13 783 | ↘13 657 | ↘13 433 |
| 2016    | 2017    | 2018    | 2019    | 2020    | 2021    | 2023    |         |         |
| ↘13 324 | ↘13 227 | ↘13 059 | ↘12 847 | ↘12 536 | ↘11 986 | ↘11 637 |         |         |

### Урбанизация
В городских условиях (пгт Куженер) проживают 40,77 % населения района.

### Национальный состав
Национальный состав населения Куженерского района согласно Всероссийской переписи населения 2010 года. По данным переписи в районе встречаются представители 24 национальностей.
| № |                           | Численность населения, чел. (2010) | % от всего | % от указав- ших нацио- наль- ность |
| - | ------------------------- | ---------------------------------- | ---------- | ----------------------------------- |
|   | всего                     | 14 556                             | 100,00 %   |                                     |
| 1 | Марийцы                   | 10 078                             | 69,24 %    | 74,15 %                             |
| 2 | Русские                   | 3258                               | 22,38 %    | 23,97 %                             |
| 3 | Татары                    | 99                                 | 0,68 %     | 0,73 %                              |
| 4 | Таджики                   | 35                                 | 0,24 %     | 0,26 %                              |
| 5 | Украинцы                  | 27                                 | 0,19 %     | 0,20 %                              |
| 5 | Чеченцы                   | 27                                 | 0,19 %     | 0,20 %                              |
| 7 | Чуваши                    | 18                                 | 0,12 %     | 0,13 %                              |
|   | другие                    | 50                                 | 0,34 %     | 0,37 %                              |
|   | указали национальность    | 13 592                             | 93,38 %    | 100,00 %                            |
|   | не указали национальность | 964                                | 6,62 %     |                                     |

По итогам переписи населения 2020 года проживали следующие национальности (национальности менее 0,1 % и другое см. в сноске к строке «Другие»):
| Национальность | Численность, чел. | Доля     |
| -------------- | ----------------- | -------- |
| Марийцы        | 8464              | 70,62 %  |
| Русские        | 2927              | 24,42 %  |
| Татары         | 73                | 0,61 %   |
| Таджики        | 28                | 0,23 %   |
| Чеченцы        | 17                | 0,14 %   |
| Украинцы       | 16                | 0,13 %   |
| Чуваши         | 15                | 0,13 %   |
| Другие         | 446               | 3,72 %   |
| Итого          | 11 986            | 100,00 % |

## Административное деление
В Куженерский район как административно-территориальную единицу входят 1 посёлок городского типа (пгт) и 8 сельских округов. Сельские округа одноимённы образованным в их границах сельским поселениям, а пгт — городскому поселению.
В Куженерский муниципальный район входят 9 муниципальных образований, в том числе 1 городское поселение и 8 сельских поселений.
| №        | Муниципальное образование | Административный центр | Количество населённых пунктов | Население (чел.) | Площадь (км²) |
| -------- | ------------------------- | ---------------------- | ----------------------------- | ---------------- | ------------- |
| 1e-06    | Городское поселение:      |                        |                               |                  |               |
| 1        | Куженер                   | пгт Куженер            | 3                             | ↘4760            | 44,22         |
| 1.000002 | Сельские поселения:       |                        |                               |                  |               |
| 2        | Иштымбальское             | деревня Иштымбал       | 7                             | ↘509             | 76,20         |
| 3        | Русскошойское             | село Русские Шои       | 9                             | ↘1102            | 144,55        |
| 4        | Салтакъяльское            | село Салтакъял         | 7                             | ↘481             | 163,66        |
| 5        | Токтайбелякское           | село Токтайбеляк       | 13                            | ↘651             | 66,16         |
| 6        | Тумьюмучашское            | село Тумьюмучаш        | 14                            | ↘1045            | 98,10         |
| 7        | Шорсолинское              | деревня Шорсола        | 6                             | ↘594             | 69,47         |
| 8        | Шудумарское               | деревня Шой-Шудумарь   | 11                            | ↘1110            | 92,39         |
| 9        | Юледурское                | село Юледур            | 14                            | ↘1385            | 98,08         |

### Населённые пункты
В Куженерском районе 84 населённых пункта.
| №  | Населённый пункт   | Тип     | Население | Муниципальное образование          |
| -- | ------------------ | ------- | --------- | ---------------------------------- |
| 1  | Аганур             | деревня | 164       | Русскошойское сельское поселение   |
| 2  | Актугансола        | деревня | 222       | Шудумарское сельское поселение     |
| 3  | Басалаево          | деревня | 89        | Салтакъяльское сельское поселение  |
| 4  | Башкири            | деревня | 6         | Токтайбелякское сельское поселение |
| 5  | Большой Ляждур     | деревня | 269       | Юледурское сельское поселение      |
| 6  | Большой Сабанер    | деревня | 1         | городское поселение Куженер        |
| 7  | Большой Тумьюмучаш | деревня | 301       | Тумьюмучашское сельское поселение  |
| 8  | Большой Царанур    | деревня | 124       | Иштымбальское сельское поселение   |
| 9  | Верхний Нольдур    | деревня | 169       | Юледурское сельское поселение      |
| 10 | Верх-Ушут          | деревня | 153       | Тумьюмучашское сельское поселение  |
| 11 | Визимбирь          | деревня | 152       | Русскошойское сельское поселение   |
| 12 | Визимка            | деревня | 41        | Салтакъяльское сельское поселение  |
| 13 | Гуляево            | деревня | 2         | Шудумарское сельское поселение     |
| 14 | Дементьево         | деревня | 128       | Токтайбелякское сельское поселение |
| 15 | Дубровка           | деревня | 0         | Шудумарское сельское поселение     |
| 16 | Ерошкино           | деревня | 38        | Тумьюмучашское сельское поселение  |
| 17 | Ивансола           | деревня | 195       | Юледурское сельское поселение      |
| 18 | Игисола            | деревня | 137       | Юледурское сельское поселение      |
| 19 | Ирмарь             | деревня | 121       | Шудумарское сельское поселение     |
| 20 | Иштымбал           | деревня | 408       | Иштымбальское сельское поселение   |
| 21 | Кенче              | деревня | 10        | Салтакъяльское сельское поселение  |
| 22 | Кокшародо          | деревня | 103       | Тумьюмучашское сельское поселение  |
| 23 | Конганур           | деревня | 144       | Тумьюмучашское сельское поселение  |
| 24 | Кораксола          | деревня | 48        | Юледурское сельское поселение      |
| 25 | Куженер            | пгт     | ↘4744     | городское поселение Куженер        |
| 26 | Купсола            | деревня | 168       | Юледурское сельское поселение      |
| 27 | Лонганер           | деревня | 2         | Иштымбальское сельское поселение   |
| 28 | Лопсола            | деревня | 85        | Тумьюмучашское сельское поселение  |
| 29 | Макарово           | деревня | 0         | Токтайбелякское сельское поселение |
| 30 | Малая Олма         | деревня | 13        | Юледурское сельское поселение      |
| 31 | Малый Ляждур       | деревня | 97        | Юледурское сельское поселение      |
| 32 | Малый Царанур      | деревня | 72        | Иштымбальское сельское поселение   |
| 33 | Мари-Олма          | деревня | 88        | Юледурское сельское поселение      |
| 34 | Мари Шои           | деревня | 263       | Русскошойское сельское поселение   |
| 35 | Мари-Йошкаренер    | деревня | 10        | Салтакъяльское сельское поселение  |
| 36 | Михаленки          | деревня | 6         | Тумьюмучашское сельское поселение  |
| 37 | Мокруша            | деревня | 0         | Русскошойское сельское поселение   |
| 38 | Морозы             | деревня | 0         | Русскошойское сельское поселение   |
| 39 | Нижний Нольдур     | деревня | 53        | Юледурское сельское поселение      |
| 40 | Нижний Регеж       | деревня | 70        | Юледурское сельское поселение      |
| 41 | Нижний Сеснур      | деревня | 0         | Юледурское сельское поселение      |
| 42 | Нурсола            | деревня | 40        | Иштымбальское сельское поселение   |
| 43 | Нурсола            | деревня | 109       | Тумьюмучашское сельское поселение  |
| 44 | Одобеляк           | деревня | 74        | Тумьюмучашское сельское поселение  |
| 45 | Окашъял            | деревня | 1         | Тумьюмучашское сельское поселение  |
| 46 | Олма-Шойская       | деревня | 1         | Юледурское сельское поселение      |
| 47 | Памашнур           | деревня | 78        | Шорсолинское сельское поселение    |
| 48 | Пекейсола          | деревня | 60        | Тумьюмучашское сельское поселение  |
| 49 | Пондашсола         | деревня | 9         | Тумьюмучашское сельское поселение  |
| 50 | Пукшалмучаш        | деревня | 40        | Иштымбальское сельское поселение   |
| 51 | Пургаксола         | деревня | 56        | Шудумарское сельское поселение     |
| 52 | Пюнчерюмал         | деревня | 50        | Токтайбелякское сельское поселение |
| 53 | Руду-Шургуял       | деревня | 90        | Шорсолинское сельское поселение    |
| 54 | Ружбеляк           | деревня | 0         | Токтайбелякское сельское поселение |
| 55 | Ружбеляк           | деревня | 163       | Шорсолинское сельское поселение    |
| 56 | Русские Шои        | село    | 542       | Русскошойское сельское поселение   |
| 57 | Русский Кугунур    | село    | 219       | Шудумарское сельское поселение     |
| 58 | Сабер              | деревня | 35        | городское поселение Куженер        |
| 59 | Саламатнур         | деревня | 109       | Русскошойское сельское поселение   |
| 60 | Салтак             | деревня | 7         | Салтакъяльское сельское поселение  |
| 61 | Салтакъял          | село    | 536       | Салтакъяльское сельское поселение  |
| 62 | Соловьи            | деревня | 7         | Шорсолинское сельское поселение    |
| 63 | Средний Шургуял    | деревня | 46        | Шорсолинское сельское поселение    |
| 64 | Старый Юледур      | деревня | 249       | Шудумарское сельское поселение     |
| 65 | Токтайбеляк        | село    | 411       | Токтайбелякское сельское поселение |
| 66 | Торайбеляк         | деревня | 1         | Токтайбелякское сельское поселение |
| 67 | Тумьюмучаш         | село    | 153       | Тумьюмучашское сельское поселение  |
| 68 | Тунья              | деревня | 47        | Токтайбелякское сельское поселение |
| 69 | Унур               | деревня | 2         | Токтайбелякское сельское поселение |
| 70 | Уремсола           | деревня | 12        | Токтайбелякское сельское поселение |
| 71 | Фёдоровка          | деревня | 0         | Шудумарское сельское поселение     |
| 72 | Фомичи             | деревня | 4         | Токтайбелякское сельское поселение |
| 73 | Чашкаял            | деревня | 145       | Токтайбелякское сельское поселение |
| 74 | Чодраял            | деревня | 70        | Иштымбальское сельское поселение   |
| 75 | Чодраял            | деревня | 166       | Шудумарское сельское поселение     |
| 76 | Шангаватнур        | деревня | 3         | Шудумарское сельское поселение     |
| 77 | Шинур              | деревня | 49        | Токтайбелякское сельское поселение |
| 78 | Шишкинер           | деревня | 4         | Русскошойское сельское поселение   |
| 79 | Шойдум             | деревня | 127       | Русскошойское сельское поселение   |
| 80 | Шой-Шудумарь       | деревня | 499       | Шудумарское сельское поселение     |
| 81 | Шорсола            | деревня | 397       | Шорсолинское сельское поселение    |
| 82 | Шурга              | деревня | 5         | Салтакъяльское сельское поселение  |
| 83 | Энербал            | деревня | 27        | Тумьюмучашское сельское поселение  |
| 84 | Юледур             | село    | 513       | Юледурское сельское поселение      |

Упразднённые населённые пункты
- 1998 год — деревня Писташ[25].
- 1999 год — деревни Белки, Опалиха, Кушнур, Новики и Пукшалма[26] 2003 году упразднена деревня Оришуть.
- 2023 год — деревня Колотки включена в состав посёлка Куженер[27], деревня Ляжвершина в состав деревни Шорсола[27], деревня Русский Ляждур в состав села Юледур[27].
- 2024 год — деревня Кульшит включена в состав деревни Аганур[28].
- 2025 год — деревня Халтурино включена в состав деревни Малый Царанур[29], деревня Верхний Регеж включена в состав деревни Нижний Регеж[30].

## Экономика

### Сельское хозяйство
Аграрный сектор экономики был и остаётся ведущим в народнохозяйственном комплексе района, его влияние на социально-экономическое развитие всего муниципального района является определяющим.
В результате реформы земельных отношений и реорганизации предприятий в агропромышленном комплексе сформировались многоукладные формы хозяйствования: коллективное производство, сектор фермерских (крестьянских) хозяйств, развивается личное подсобное хозяйство.
До 1990-х годов основными производителями сельскохозяйственной продукции являлись крупные и средние сельскохозяйственные предприятия, на долю которых приходилось 70-75 процентов производимой продукции. За 2007 год более 57 процентов объёма всей сельскохозяйственной продукции района произведено личными подсобными хозяйствами, 41 процент — сельскохозяйственными товаропроизводителями, 1,8 процента — фермерскими (крестьянскими) хозяйствами.
На сегодняшний день в районе работают 13 сельскохозяйственных предприятий, 9 фермерских (крестьянских) хозяйств, имеются 3913 личных подсобных хозяйств.
Благодаря поддержке Президента, Правительства Республики Марий Эл и своевременным решением организационных вопросов на местах позволило в 2007 году достичь определённых позитивных тенденций по основным направлениям развития агропромышленного комплекса района. В 2007 году произведено продукции сельского хозяйства сельскохозяйственными предприятиями на 239 млн рублей. Объём отгруженной продукции сельского хозяйства собственного производства возрос на 105,1 процента и составил 125,9 млн рублей.
Общая посевная площадь сельскохозяйственных культур под урожай 2007 года в хозяйствах всех категорий составила 29,2 тыс. га. Валовой сбор зерна составил 15,6 тыс. тонн.
Для обеспечения животноводства кормами на период зимовки 2007—2008 годов заготовлено более 123 тыс. ц кормовых единиц грубых и сочных кормов, на одну условную голову заготовлено 31,1 ц кормовых единиц.
Наметились позитивные изменения в отрасли животноводства. В последние годы это наиболее динамично развивающаяся отрасль в аграрном секторе нашей экономики. Удалось предотвратить сокращение крупного рогатого скота. По состоянию на 1 января 2008 года его численность составил 5887 голов, или 101,9 процента к 2006 году, в том числе коров — 2326 голов (101,8 процента), свиней — 2012 голов (101,2 процента), овец — 371 голова (113,8 процента).
Сельскохозяйственными предприятиями произведено 8701 тонна молока, что на 4,7 процента больше, чем за 2006 год. Росту валового производства молока способствовало увеличение продуктивности молочного стада, которая за 2007 год составила 3773 кг, на 10 кг больше, чем за предыдущий год. Наибольших результатов добились ЗАО «Куженерское молоко» — 4745 кг, ЗАО «Кугунур» — 4246 кг, ООО МПКХ «Шема» — 4126 кг, ООО «Ленинец» — 4015 кг и СПК колхоз «Шорсола» — 4001 кг.
Наметились новые подходы введения отрасли. Применяются ресурсосберегающиеся технологии. Внедряются кормовые столы, меняется система автопоения, применяются новые технологии в заготовке кормов.
По данным бухгалтерской отчетности производственную деятельность с положительным финансовым результатом завершили 9 хозяйств. В результате получено 5,022 млн рублей прибыли, против 5,063 млн рублей в 2006 году. Выручка от реализации продукции составила 141 млн рублей, это на 6,8 млн рублей больше (5,1 процента) 2006 года. Кредиторская задолженность сельскохозяйственных предприятий составила 144 млн рублей (133 процента к 2006 году).
На поддержку агропромышленного комплекса в 2007 году в виде субсидий привлечено 9,609 млн рублей республиканских и 5,409 млн рублей федеральных средств. Кроме того, сельскохозяйственными предприятиями получены краткосрочные кредиты на сумму 35 млн рублей, в том числе 11,7 млн рублей инвестиционные. Кроме того, сельскохозяйственными предприятиями, получено 15,6 среднесрочных кредитов сроком от 3 до 5 лет и 1,5 млн рублей долгосрочных до 8 лет.

## Здравоохранение
В 2006 году Куженерской ЦРБ было получено три автомобиля, рентгенаппарат, четыре электрокардиографа, гематологический анализатор, биохимический анализатор, анализатор глюкозы, анализатор мочи, иммуноферментный анализатор.
В 2006 году в районе родилось 198 детей.

## Известные уроженцы
Богатырёв Пётр Павлович (1923—1997) — марийский советский государственный, партийный и хозяйственный деятель. Министр бытового обслуживания населения Марийской АССР (1964—1979). Участник Великой Отечественной войны. Член ВКП(б).